# دميان (العدين)

تعديل مصدري - تعديل

دميان محلة تابعة لقرية سنعات العمارنة، التابعة لعزلة العمارنة بمديرية العدين إحدى مديريات محافظة إب في الجمهورية اليمنية، بلغ تعداد سكانها 49 حسب تعداد اليمن لعام 2004.